# Wapenrecht (België)
Het wapenrecht is in de heraldiek het recht om een wapen te voeren. Men kon dit recht verkrijgen door vererving, verovering, verlening vanwege de vorst en verheffing in de adel. Afhankelijk van de periode en de regio in het historische gebied van België was het gebruik van een wapen vrij voor iedereen, zulk niet-adellijk wapen noemt men een burgerwapen. Het voeren van wapens vanaf de aanvang van de late middeleeuwen behoorde niet tot het exclusieve voorrecht van de adel. Zij wendden wel als eersten een wapen aan als onderscheidingsteken in een veldslag. Nochtans was men vrij een oorspronkelijk wapen te voeren ongeacht de maatschappelijke klasse waartoe men behoorde. In de Lage Landen was destijds de verhouding burgerlijke wapens tegenover de wapens van adellijke families zestig tegen een. Deze burgerlijke wapens waren eigendom van kooplieden, rechtskundigen, ambachtslieden en boeren. Lucien Fourez omschrijft wapenrecht als volgt: Het geheel van met vorstelijke autoriteit genomen juridische besluiten met als doel de aanname, verlening en verlies van adeldom en de daaraan verbonden voorrechten te regelen.

## Historische ontwikkeling van het wapenrecht vanaf de late middeleeuwen, in de Zuidelijke Nederlanden en België

### In de middeleeuwen
Het voeren van een wapen in het graafschap Vlaanderen, het hertogdom Brabant, het prinsbisdom Luik en het graafschap Loon vond zijn oorsprong in de adel vanaf de 12de eeuw. Reeds in 1248 verscheen een burgerwapen in Middelburg en vanaf 1253 verschenen verschillende burgerwapens in de schepenbank van Maastricht, hetgeen bewijst dat wapens ook in de vroege middeleeuwen niet enkel weggelegd waren voor edellieden.

#### Graafschap Loon en prinsbisdom Luik
Zowel het graafschap Loon als het prinsbisdom Luik kenden geen wetgeving rond het gebruik van een wapen tot aan de Franse bezetting en burgerwapens duiken als een van de eerste op in West-Europa. Omwille van het vrije gebruik zijn er zeer grote aantallen wapens bekend in o.a. de wapenboeken van Hasselt en Sint-Truiden. De meeste wapens zijn sprekende wapens. Aangezien nagenoeg alle familienamen uit het oude graafschap Loon patroniemen zijn dient men waakzaam te zijn bij het aannemen van zulke burgerwapens.

#### Graafschap Vlaanderen
Vanaf de 14e eeuw erkende men het wapen voor iedere vrije man in het graafschap Vlaanderen. Men kon het eenmaal gevoerde wapen vrij verkopen, schenken of in leen geven zonder toestemming van een regulerende autoriteit. Het wapen kwam na overlijden in de nalatenschap waardoor de oudste zoon het erfde.

#### Zuidelijke Nederlanden
De absolute monarchieën kregen in de nieuwe tijd de zeggenschap over het wapenrecht. In 1595 verbood Filips II van Spanje voor de Zuidelijke Nederlanden voor niet-edelen het gebruik van helm en dekkleden bij wapens. In 1616 werd in het Zuiden een edict van kracht dat het onbevoegd voeren van een wapen helemaal verbood. In Frankrijk stelde Lodewijk XIV in 1696 een universeel register in waarvoor leges betaald moesten worden wat in twintig jaar zeven miljoen pond opleverde. Niet-geregistreerde wapens waren verboden.

##### Tijdens de Franse bezetting
Tijdens deze bezetting kwam er een einde aan adeldom en blazoenen en het daaraan verbonden heraldisch recht.

##### Van 1815 tot 1830
Het herstel van de adel onder het Verenigd Koninkrijk der Nederlanden gebeurde in de Zuidelijke Nederlanden volgens dezelfde rechten en plichten als in Noord-Nederland.

### Vanaf 1830 in België
In België geldt sinds 1830 het wapenrecht voor het hele koninkrijk, terwijl er afzonderlijke wapenrechten zijn ontstaan in elk gewest.

#### België
Het door de Belgische Raad van Adel geregistreerd wapen van een door de koning in de adelstand verheven burger en zijn mannelijke nakomelingen geniet wettelijke bescherming. Na uitdoving van een adellijk geslacht houdt die bescherming op te bestaan. Toch volgen niet alle wettelijk erkende wapens de regels van de heraldiek, zo verwierf in 1848 ridder Bernard Stas de Richelle foutief het wapen van Jan Richard Stas (1635), burgemeester van Sint-Truiden. 
De adelbrieven en de wapens verleend tussen 1951 en 2013 werden gepubliceerd in: Lettres de Noblesse, octroyées par Sa Majesté Baudouin Roi des Belges (1951-1991), Brussel, 1991; idem, Seconde Partie (1991-1993), Brussel, 1993; Adelbrieven verleend door Z.M. Albert II, Koning der Belgen / Lettres Patentes de Noblesse, octroyées par S.M. Albert II, Roi des Belges, 1993-2000, Tielt, 2001; idem, 2001-2008, Tielt, 2010;  idem, 2009-2013, Wijnegem, 2015.

##### Vlaanderen
Sinds 1973 worden door het Heraldisch College van Familiekunde Vlaanderen op verzoek, volgens de regels der heraldiek ontworpen wapens toegekend aan personen en familieverenigingen. Familiekunde Vlaanderen biedt via het Heraldisch College de mogelijkheid voor particulieren om een nieuw wapen te registreren. Een overzicht van de 542 geregistreerde wapens van personen en familieverenigingen t/m 2023 is gepubliceerd in het Wapenboek van het Heraldisch College 1973-2023.
Sinds 1978 werden in Vlaanderen na advies van de Vlaamse Heraldische Raad door de Vlaamse Regering officiële wapens voor gemeenten en provincies, waarvoor het hebben van een wapen verplicht is, toegekend.
Sinds 1998 verleent de Vlaamse Regering, eveneens na advies van die raad, op verzoek ook volgens de regels der heraldiek ontworpen wapens aan (rechts)personen en instellingen.  De Vlaamse regering biedt via de Vlaamse Heraldische Raad de mogelijkheid voor particulieren om een nieuw wapen te registreren.
Onder een 'nieuw wapen' verstaat men een heraldisch wapen waarvan niet kan worden bewezen dat het gedurende ten minste honderd jaar publiekelijk werd gevoerd. Bij verleningen van een nieuw wapen aan privépersonen worden ook de lijst van personen die het recht hebben om het wapen te voeren en de wijze van vererving, eventueel in de vrouwelijke lijn, bepaald. Daarbij gelden de volgende beperkingen: 
- het voorgestelde wapen mag nog niet toebehoren aan andere personen;
- de buitenversierselen van het wapen mogen geen gouden helmkroon, rangkroon, banieren, wapenmantel of wapenkreet bevatten.

De codex voorziet ook een sanctie bij niet naleving: Onverminderd de toepassing van de straffen die in het Strafwetboek of in andere wetten of decreten zijn opgenomen, wordt de persoon die onrechtmatig een erkend of verleend wapen voert, gestraft met een geldboete van ten minste honderd en ten hoogste vijftigduizend frank.

##### Wallonië
In 1985 werd per decreet van de Franse Gemeenschap van België de Raad van Heraldiek en Vexillologie (Frans: Conseil d’héraldique et de vexillologie) opgericht. Deze heraldische raad heeft als opdracht advies te geven aan de regering van de Franse Gemeenschap wat betreft wapens van personen en families en over de registratie ervan. Deze functie werd voorheen waargenomen door Genealogisch en Heraldisch Bureau van België (Frans: l'Office généalogique et héraldique de Belgique).